# Piptolepis leptospermoides
Piptolepis leptospermoides là một loài thực vật có hoa trong họ Cúc. Loài này được (Mart. ex DC.) Sch.Bip. miêu tả khoa học đầu tiên năm 1863.